# الكريف (الضليعة)

'

تعديل مصدري - تعديل

الكريف هي إحدى قرى عزلة الضليعة بمديرية الضليعة التابعة لمحافظة حضرموت، بلغ تعداد سكانها 210 نسمة حسب تعداد اليمن لعام 2004.